# فرودگاه آبی تامسون
فرودگاه آبی تامسون (به انگلیسی: Thompson Water Aerodrome) یک فرودگاه همگانی است که یک باند فرود آب دارد. این فرودگاه در کشور کانادا قرار دارد و در ارتفاع ۱۸۲ متری از سطح دریا واقع شده است.